# Kurt Hessenberg
Pour les articles homonymes, voir Hessenberg (homonymie).
Kurt Hessenberg (Francfort, 17 août 1908 – Francfort, 17 juin 1994) est un compositeur allemand et professeur à la Hochschule für Musik und Darstellende Kunst de Francfort.

## Biographie
Kurt Hessenberg à Frankfurt-sur-le-Main, quatrième et dernier enfant de l'avocat Eduard Hessenberg et sa femme, Emma née Kugler. Parmi ses ancêtres on trouve Heinrich Hoffmann, dont le célèbre livre pour enfants, Pierre l'ébouriffé [Struwwelpeter] qu'Hessenberg a arrangé plus tard dans sa vie pour chœur d'enfants (op. 49). Entre 1927 et 1931, Hessenberg étudie au Conservatoire de Leipzig, où il étudie notamment la composition avec Günter Raphael et le piano avec Robert Teichmüller. En 1933, Hessenberg est professeur au Conservatoire Hoch de Francfort, où il avait pris ses premières leçons de musique. En 1940, Hessenberg reçoit le « Nationaler Kompositionspreis » (prix national de composition) et rejoint le parti nazi en 1942. En 1951, il reçoit le prix Robert-Schumann de la ville de Düsseldorf pour sa cantate « Vom Wesen und Vergehen », op. 45. Hessenberg est nommé professeur de composition à la Hochschule für Musik und Darstellende Kunst en 1953, où il enseigne jusqu'à sa retraite en 1973. Kurt Hessenberg meurt à Francfort, le 17 juin 1994.
L'œuvre d'Hessenberg contribue de manière significative au répertoire des Églises protestantes au XXe siècle. Parmi ses plus célèbres élèves, on note Hans Zender et Peter Cahn.

## Catalogues des œuvres
- Kurt Hessenberg, Werkverzeichnis, Mainz, Schott, 1968
- Peter Cahn, Kurt Hessenberg: Beiträge zu Leben und Werk, Mainz, Schott, 1990b, « Werkverzeichnis Kurt Hessenberg » p. 119–161.